# Negotin
Negotin (srbskou cyrilicí Неготин [nêɡotiːn]IPA) je město a samosprávná obec v Borském okruhu na východě Centrálního Srbska.
Nachází se v blízkosti hranic mezi Srbskem, Rumunskem a Bulharskem. Je soudním centrem Borského okruhu. Populace města je 16 716 obyvatel, zatímco obec má 36 879 obyvatel.
V roce 2011 byla populace samosprávné obce Negotin 36 879 obyvatel, ze kterého 16 716 žije ve městě Negotin. Etnické skupiny samosprávné obci (2002): Srbové 38 263 (88.13%) a Rumuni (Valachové) 3 000 (6,91%).

## Samosprávná obec
Samosprávná obec Negotin zahrnuje město Negotin a následující vesnice (počet obyvatel je uveden v závorce):
- Aleksandrovac (588)
- Braćevac (533)
- Brestovac (355)
- Bukovče (1442)
- Crnomasnica (272)
- Čubra (557)
- Dupljane (564)
- Dušanovac (882)
- Jabukovac (1884)
- Jasenica (581)
- Karbulovo (520)
- Kobišnica (1355)
- Kovilovo (411)
- Mala Kamenica (392)
- Malajnica (683)
- Mihajlovac (718)
- Miloševo (517)
- Mokranje (710)
- Plavna (953)
- Popovica (487)
- Prahovo (1506)
- Radujevac (1540)
- Rajac (436)
- Rečka (469)
- Rogljevo (183)
- Samarinovac (464)
- Šarkamen (374)
- Sikole (838)
- Slatina (479)
- Smedovac (163)
- Srbovo (502)
- Štubik (939)
- Tamnič (349)
- Trnjane (479)
- Urovica (1191)
- Veljkovo (206)
- Vidrovac (822)
- Vratna (316)

## Podnebí
Data pocházejí ze stránky Weatherbase 
| Měsíc             | Led   | Úno   | Bře   | Dub   | Kvě   | Čer   | Čec   | Srp   | Zář   | Říj   | Lis   | Pro   | Rok    |
| ----------------- | ----- | ----- | ----- | ----- | ----- | ----- | ----- | ----- | ----- | ----- | ----- | ----- | ------ |
| Maximální teplota | 3°C   | 4°C   | 10°C  | 16°C  | 22°C  | 25°C  | 27°C  | 27°C  | 23°C  | 16°C  | 8°C   | 4°C   | 15,4°C |
| Minimální teplota | -3°C  | -2°C  | 2°C   | 7°C   | 12°C  | 16°C  | 17°C  | 16°C  | 13°C  | 7°C   | 2°C   | -1°C  | 7,2°C  |
| Srážky            | 38 mm | 38 mm | 43 mm | 48 mm | 61 mm | 69 mm | 48 mm | 33 mm | 36 mm | 33 mm | 53 mm | 53 mm | 553 mm |